# Eparquía de Baalbek-Deir el Ahmar
La eparquía de Baalbek-Deir el Ahmar (en latín: Eparchia Helipolitana-Rubrimonasteriensis Maronitarum  y en árabe: أبرشية بعلبك - دير الأحمر الكاثوليكية المارونية‎) es una circunscripción eclesiástica de la Iglesia católica en Líbano. Se trata de una eparquía maronita, inmediatamente sujeta al patriarcado de Antioquía de los maronitas. Desde el 20 de junio de 2015 su eparca es Hanna Rahmé, de la Orden Libanesa Maronita.

## Territorio y organización
La eparquía extiende su jurisdicción sobre los fieles católicos de rito antioqueno maronita residentes en la gobernación de Baalbek-Hermel, que comprende los distritos de Baalbek y de Hermel.
La sede de la eparquía se encuentra en la ciudad de Deir el Ahmar, en donde se halla la Catedral de San Jorge.
En 2020 en la eparquía existían 45 parroquias.

## Historia
La eparquía maronita de Baalbek (la antigua Heliópolis) es relativamente reciente. El primer obispo conocido es Gabriele I Moubarak, mencionado en el monasterio de Baalbek alrededor de 1671. La Iglesia maronita no estaba dividida en diócesis hasta que el 30 de septiembre de 1736 en el sínodo del Monte Líbano en el monasterio de Nuestra Señora en Louaizeh se decidió —siguiendo las decisiones del Concilio de Trento (1545-1563)— la creación canónica de 8 diócesis con límites definidos, cada una con un obispo residente y con autoridad ordinaria. Una de esas diócesis fue la eparquía de Heliópolis o Baalbek, cuya jurisdicción inicial (que incluía Zahlé y el valle de la Becá) fue fijada como:

IV. Heliopolis, seu Baalbech: hujus jurisdictio extenditur in Dioeceses Heliopolis, et Phathuchae in Bybliensis Regionis confinio, et dimidiae partis ditionis Gazirensis cujus caput Gustu, et Gazir.

La bula Apostolica praedecessorum del 14 de febrero de 1742 del papa Benedicto XIV, confirmó le decisión sinodal de subdividir el patriarcado en diócesis, su número y su extensión territorial. Sin embargo, el sínodo acordó que las diócesis no serían asignadas hasta que el número de obispos se redujera hasta 8, lo cual se puso en práctica durante el patriarcado de Youssef VIII Hobaish (1823-1845).
El 4 de agosto de 1977 fue unida a la eparquía de Zahlé y parte de la eparquía de Sarba tomando el nombre de Baalbek y Zahlé. El 9 de junio de 1990 las dos eparquías se separaron y, al mismo tiempo, la eparquía de Baalbek tomó su nombre actual e incorporó el área de Deir el Ahmar de la eparquía patriarcal.

## Estadísticas
Según el Anuario Pontificio 2021 la eparquía tenía a fines de 2020 un total de 40 600 fieles bautizados.
| Año                                                                             | Población            | Población | Población      | Sacerdotes | Sacerdotes    | Sacerdotes    | Bautizados por sacerdote | Diáconos permanentes | Religiosos | Religiosos | Parroquias |
| Año                                                                             | Bautizados católicos | Total     | % de católicos | Total      | Clero secular | Clero regular | Bautizados por sacerdote | Diáconos permanentes | Varones    | Mujeres    | Parroquias |
| ------------------------------------------------------------------------------- | -------------------- | --------- | -------------- | ---------- | ------------- | ------------- | ------------------------ | -------------------- | ---------- | ---------- | ---------- |
| 1950                                                                            | 42 000               | ?         | ?              | 130        | 120           | 10            | 323                      |                      | 46         | 42         | 87         |
| 1951                                                                            | 42 000               | ?         | ?              | 126        | 114           | 12            | 333                      |                      | 46         | 39         | 84         |
| 1970                                                                            | 86 500               | 189 600   | 45.6           | 126        | 63            | 63            | 686                      |                      | 76         | 170        | 99         |
| 1980                                                                            | 55 000               | ?         | ?              | 25         | 14            | 11            | 2200                     |                      | 14         | 37         | 45         |
| 1990                                                                            | 30 000               | ?         | ?              | 12         | 10            | 2             | 2500                     |                      | 2          | 10         | 19         |
| 1999                                                                            | 35 000               | ?         | ?              | 17         | 12            | 5             | 2058                     |                      | 5          | 22         | 19         |
| 2000                                                                            | 35 000               | ?         | ?              | 19         | 14            | 5             | 1842                     |                      | 6          | 23         | 20         |
| 2001                                                                            | 35 000               | ?         | ?              | 12         | 8             | 4             | 2916                     |                      | 4          | 23         | 20         |
| 2002                                                                            | 36 000               | ?         | ?              | 16         | 11            | 5             | 2250                     |                      | 5          | 22         | 18         |
| 2003                                                                            | 34 000               | ?         | ?              | 19         | 13            | 6             | 1789                     |                      | 7          | 21         | 21         |
| 2004                                                                            | 30 000               | ?         | ?              | 14         | 9             | 5             | 2142                     | 2                    | 5          | 15         | 24         |
| 2006                                                                            | 34 000               | ?         | ?              | 20         | 12            | 8             | 1700                     | 2                    | 8          | 33         | 34         |
| 2009                                                                            | 35 000               | ?         | ?              | 17         | 11            | 6             | 2058                     | 2                    | 6          | 32         | 34         |
| 2012                                                                            | 45 000               | ?         | ?              | 20         | 12            | 8             | 2250                     | 1                    | 21         | 31         | 34         |
| 2015                                                                            | 66 200               | ?         | ?              | 21         | 14            | 7             | 3152                     | 1                    | 9          | 31         | 34         |
| 2018                                                                            | 40 600               |           |                | 24         | 16            | 8             | 1691                     |                      | 8          | 32         | 45         |
| 2020                                                                            | 40 600               | ?         | ?              | 26         | 17            | 9             | 1561                     |                      | 9          | 33         | 45         |
| Fuente: Catholic-Hierarchy, que a su vez toma los datos del Anuario Pontificio. |                      |           |                |            |               |               |                          |                      |            |            |            |

## Episcopologio
- Gabriele I Moubarak † (circa 1671-1732 falleció)
- Arsenio † (mencionado en 1757)
- Gabriele II Moubarak † (1763-28 de julio de 1788 falleció)
- Pietro Moubarak † (1788-17 de noviembre de 1807 falleció)
- Antonio Khazen † (1808-18 de febrero de 1858 falleció)
- Youhanna Al-Hajj † (10 de agosto de 1861-23 de junio de 1890 confirmado patriarca de Antioquía)
- Giovanni Murad † (12 de junio de 1892-1 de mayo de 1937 falleció)
- Elias Richa † (10 de octubre de 1937-24 de agosto de 1953 falleció)
- Abdallah Nujaim † (4 de abril de 1954-12 noviembre de 1966 renunció)
- Chucrallah Harb (15 de marzo de 1967-4 de agosto de 1977 nombrado obispo de Joünié)
- Georges Scandar † (4 de agosto de 1977-9 de junio de 1990 nombrado obispo de Zahlé)
- Philippe Boutros Chebaya † (9 de junio de 1990-10 de junio de 1995 retirado)
- Paul-Mounged El-Hachem (10 de junio de 1995-27 de agosto de 2005 nombrado nuncio apostólico en Kuwait, Baréin, Yemen y Catar y delegado apostólico en la península arábiga)[nota 1]
- Simon Atallah, O.A.M. (24 de septiembre de 2005-14 de marzo de 2015 retirado)
- Hanna Rahmé, O.L.M., desde el 20 de junio de 2015